# Хомівці
Хомі́вці — село в Україні, у Бобровицькій міській громаді Ніжинського району Чернігівської області. Належить до Рудьківського старостинського округу. Станом на 2015-2017 роки постійного населення не було, але деякі власники дворів вели господарську діяльність. На початок 2019 у Хомівцях зареєстрована 1 особа (пенсіонер).

## Історія
Першим поселенцем тут був Хома Бриль, що переселився з Браниці, звідси і пішла назва села.
Хоча в деяких джерелах стверджується, що село відоме з 1850 року, згідно з Рум’янцевським описом 1766 року до Бобровицької сотні Київського полку належала деревня Хомівці. 1786 року Хомівцями, де проживало 28 осіб, володіла Федосія Костянтинівна Забіла, що отримала у спадок від другого чоловіка Захарія Забіли в чині полковника кілька сіл і хуторів і 1776 року жила в Озерянах. 1886 року в хуторѣ Хомовцяхъ жило 29 людей обох статей.
1859 року Хомовцы (Хамовцы), козацька та власницька деревня при колодцахъ, мали 10 дворів, де жили 60 чоловіків та 72 жінки.
1923 року населення хутора налічувало 231 особу на 49 дворів. Хомівці належали до Рудьківської сільради Козелецького району (а не Бобровицького) Ніжинської округи Чернігівської губернії.
12 червня 2020 року, відповідно до розпорядження Кабінету Міністрів України № 730-р «Про визначення адміністративних центрів та затвердження територій територіальних громад Чернігівської області», увійшло до складу Бобровицької міської громади.
19 липня 2020 року, в результаті адміністративно-територіальної реформи та ліквідації Бобровицького району, увійшло до складу Ніжинського району Чернігівської області.

## Додаткові посилання
Погода в селі  [Архівовано 15 серпня 2020 у Wayback Machine.]
| Україна | Це незавершена стаття з географії України. Ви можете допомогти проєкту, виправивши або дописавши її. |